# Elafonisi

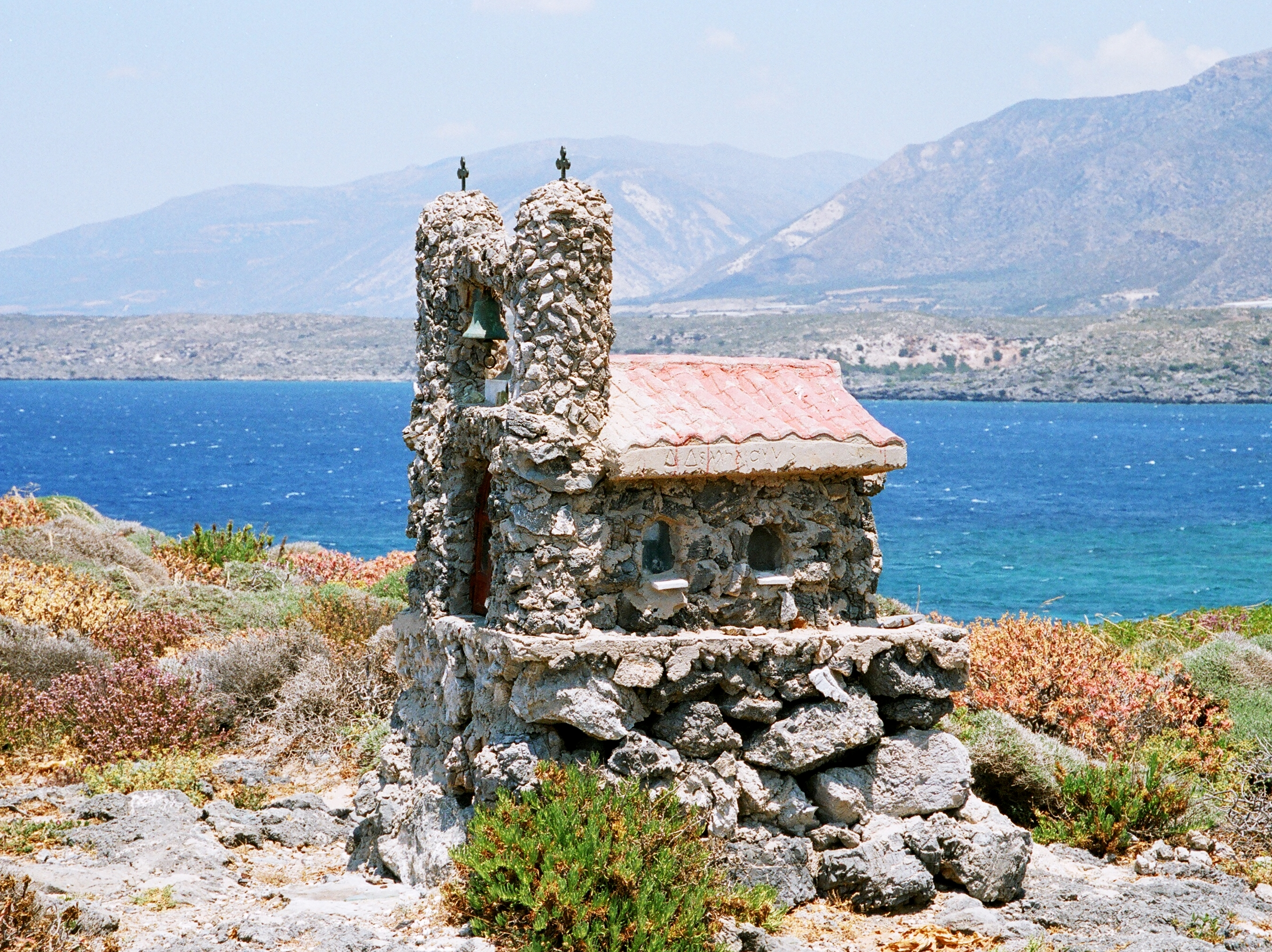
Pomnik na zachodnim przylądku wyspy

Elafonisi (Elafonissi, Elafonissos) – niewielka wyspa położona tuż przy południowo-zachodnim brzegu Krety, w administracji zdecentralizowanej Kreta, w regionie Kreta, w jednostce regionalnej Chania, w gminie Kisamos. Na wyspę można dostać się pieszo przez otaczającą wyspę płytką lagunę. Sama wyspa jest obiektem o unikatowych walorach przyrodniczych i została wpisana na listę Natura 2000 jako jedno z najcenniejszych przyrodniczo miejsc w Europie.
Na Elafonisi znajduje się plaża z charakterystycznym różowym piaskiem, uważana za jedną z najpiękniejszych plaż Europy. Z różowym kolorem piasku na wyspie wiąże się legenda, według której w Wielką Sobotę 24 kwietnia 1824 roku oddziały tureckie pod wodzą Ibrahima brutalnie wymordowały szukających tu schronienia 600 kobiet i dzieci – plaża spłynęła krwią i od tego czasu niegdyś zwykły piasek ma kolor różowy.
Na wyspie spotkać można szereg endemicznych gatunków roślin i zwierząt (m.in. żółwie morskie).
Nazwy Elafonisi używa się również w odniesieniu do samej laguny.